# 上納戈利奇克
上納戈利奇克，或按乌克兰语译为上納霍利奇克（羅馬化：Verkhnii Naholchyk），是烏克蘭東部盧甘斯克州羅韋尼基區的安特拉齊特市鎮的鎮，实际上由俄罗斯卢甘斯克人民共和国佔領。

## 历史
该地最早出现在18世纪，1938年升為市級鎮，在1941年被纳粹德国占领，直到1943年苏联红军解放该地。战后重新建造了512栋住宅建筑，铺设了约10公里的供水管，并美化了环境；镇上有学校和图书馆。2018年人口為1720人，自2014年起由卢甘斯克人民共和国實際控制。

## 人口統計
根據 2001年烏克蘭人口普查，鎮民的母語分配如下：
- 乌克兰语：46.7%
- 俄语：53.1%
- 其他：0.2%